# 遠賀町コミュニティバス

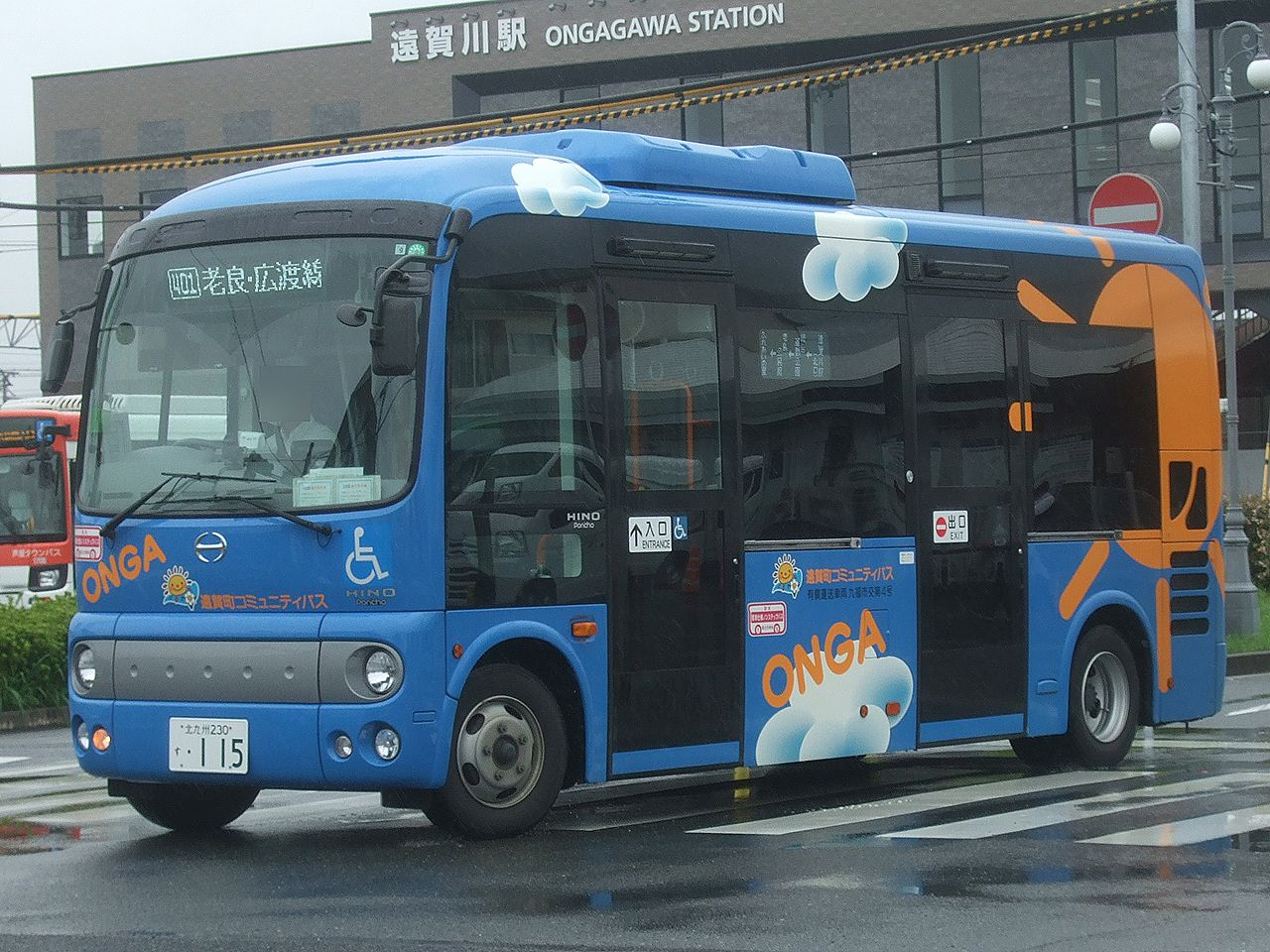
車両（日野・ポンチョ）

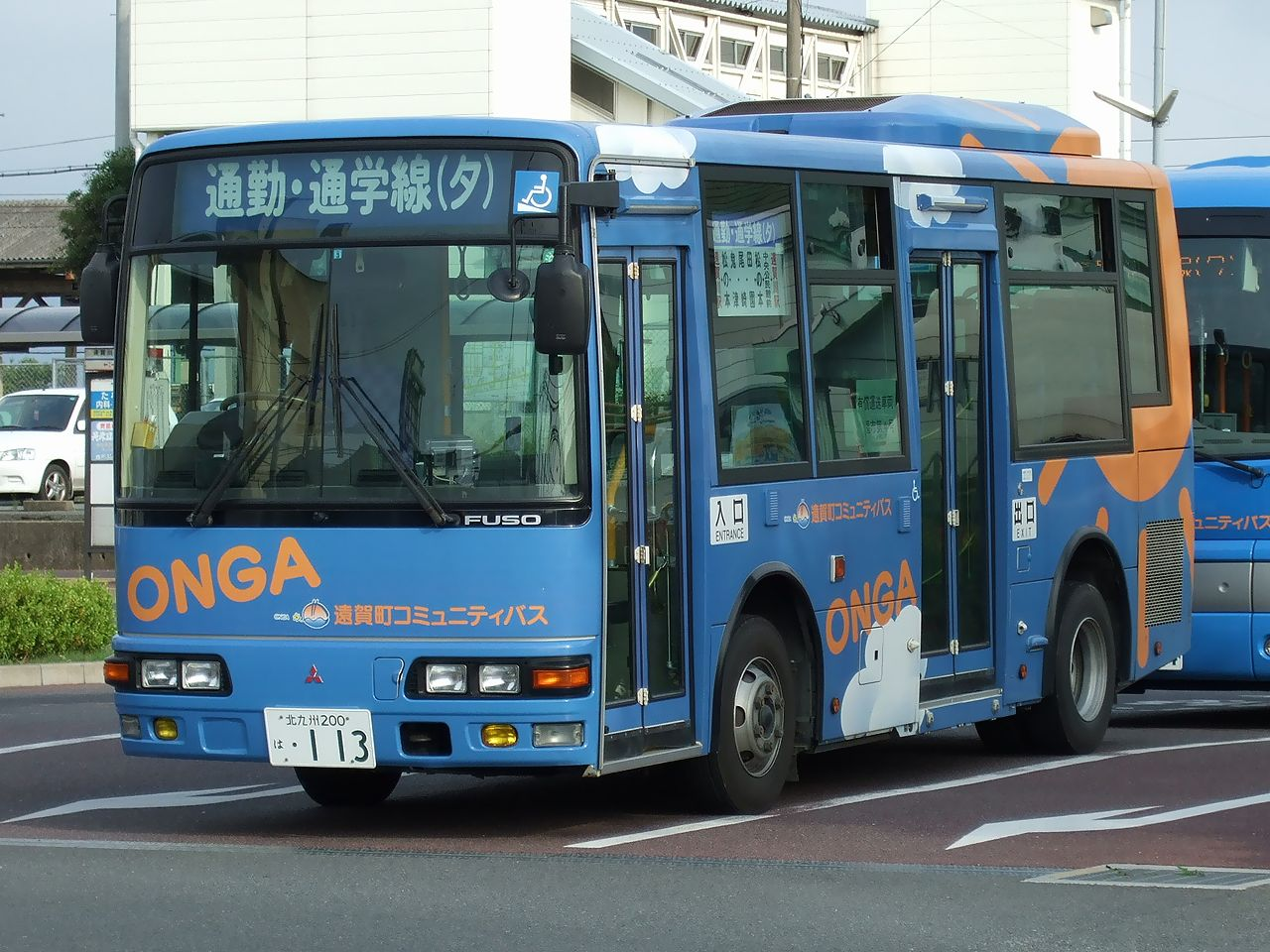
車両（三菱ふそう・エアロミディME）

遠賀町コミュニティバス（おんがちょうコミュニティバス）は、福岡県遠賀郡遠賀町が運行するコミュニティバス（自治体バス）である。2005年4月1日運行開始。

## 概要
かつて町内を走っていた西日本鉄道の子会社である西鉄バス北九州の一般路線バス（芦屋線）が2005年3月末で廃止されるのを受け、翌日の4月1日より廃止代替バスとして運行開始した。
道路運送法第78条の2の適用を受けた自家用自動車による輸送（自家用有償旅客運送、旧80条バス）の形態を採っており、車両のナンバープレートは白色である。車両は町が保有し、実際の運行業務はおんが自動車学校が行っている。年末年始（12月31日から1月2日まで）は運休となる。
珍しい試みとして、コミュニティバス利用促進のため「無料体験乗車」や「コミバス出前講座」を行っている。

## 沿革
- 2005年4月1日 - 運行開始[1]。
  - 運行開始当時の路線については「路線」の項に記載。
- 2005年8月1日 - 路線・時刻変更[4]。
  - 通勤・通学線の鬼津東 - 若松間廃止、夕方便を循環形態に変更。
  - 虫生津線はふれあいの里を往きも経由化、5便目の順路が逆回りに変更。1便目は役場前 - 遠賀高校間通過。
  - 島津線は中央、中牟田のバス停は廃止、広渡、前田は老良線のルートに移動。田園線は役場前不経由に。
- 2007年3月18日 - JRのダイヤ改正に合わせて時刻変更[5]。
  - 通勤・通学線を朝、夕とも1便増便(朝は田園（4）始発）。ただし日祝の運行は朝は3便以降、夕は3便までに。
  - ダイヤニュータウンバス停をゆめタウン西に改称。
- 2008年3月15日 - JRのダイヤ改正に合わせて時刻変更。虫生津線の4便を5便と同じ逆回りに変更[6]。
- 2010年4月1日 - 時刻・経路を全面見直し。循環運転基調から往復運転基調に変更[7]。
- 2012年4月1日 - 時刻・経路を全面見直し[8]。
  - 遠賀川駅を基点とする8の字形の循環運転に変更。
  - 土曜日を日祝ダイヤに変更。
  - 高齢者割引を町民以外にも適用（ふれあいの里センター利用証明書提示→年齢を証明できるものの提示）。
  - 定期券の発売開始。
  - 年末年始運休日を短縮、12月30日と1月3日に運行開始。

## 運賃・乗車券類
- 運賃は大人200円、小学生以下の小児と60歳以上の高齢者、障害者手帳を持つ障害者とその介助者は100円[9]。
- 回数券（200円券10枚綴り1,600円）あり。
- 定期券（通勤1か月・通勤3か月・通学1か月・通学3か月）あり。
- 車内で乗継券を交付してもらうと、他路線への乗継ぎが1回のみ無料になる。

## 現行路線

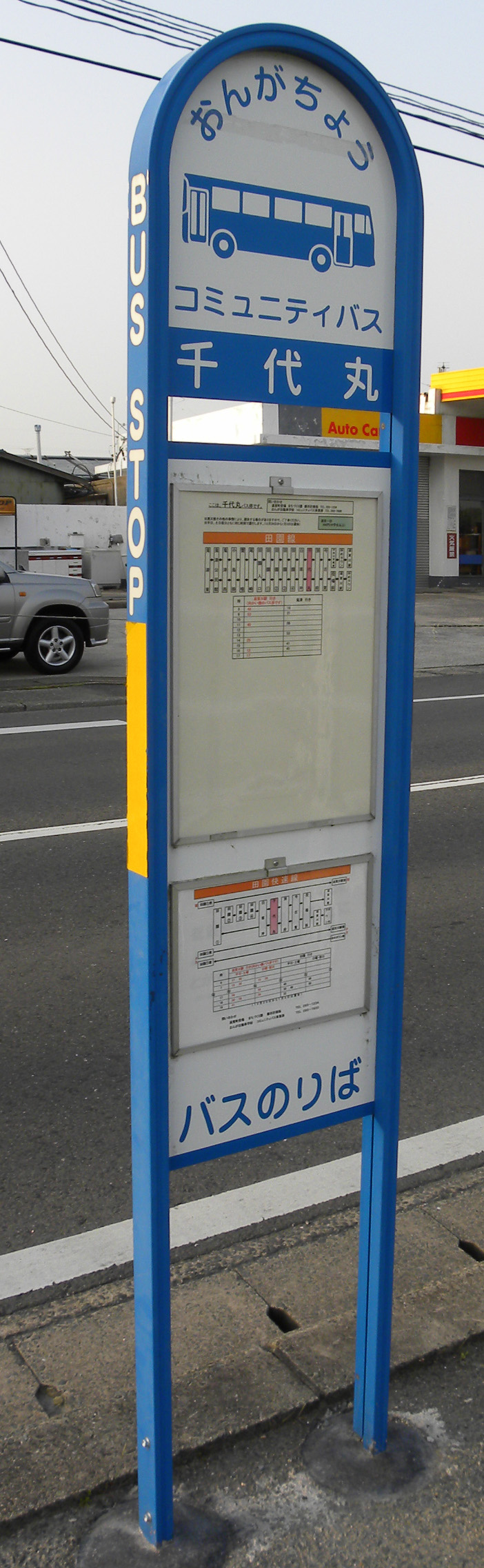
遠賀町コミュニティバスのバス停

現行路線（2012年4月1日以降）は以下のとおり。
田園・松の本快速線および田園・松の本線の千代丸口バス停は、岡垣町コミュニティバスの高陽団地循環線も発着しており、両者を乗り継ぐことにより遠賀町と隣の岡垣町の間を移動することが可能。
田園・松の本快速線
- [快速101] 田園・松の本右回り快速線、[快速102] 田園・松の本左回り快速線
  - 遠賀川駅 - 役場前 - 今古賀 - 別府 - 千代丸口 - 白草沖 - 田園(4) - 田園(3) - 田園(2) - 田園(1) - 田園入口 - 島門小学校 - 松の本 - ダイヤニュータウン - 中央公民館前 - 遠賀川駅
    - [快速101]は上記の順、[快速102]は上記と逆順で運行。
    - 朝6-7時台と夕17-19時台のラッシュ時のみ運行。[快速101]は朝4本（うち1本は土日祝日運休）・夕1本、[快速102]は朝1本・夕4本（うち2本は土日祝日運休）運行。

虫生津・上別府快速線
- [快速201] 虫生津・上別府右回り快速線、[快速202] 虫生津・上別府左回り快速線
  - 遠賀川駅 - 役場前 - 蓮角 - 芙蓉 - 緑ヶ丘 - 芙蓉入口 - 新屋敷 - 大坪 - 登山道入口 - 尾倉 - 蓮角 - 役場前 - 遠賀川駅
    - [快速201]は上記の順、[快速202]は上記と逆順で運行。
    - 朝6-7時台と夕17-19時台のラッシュ時のみ運行。[快速201]は朝1本・夕2本（うち1本は土日祝日運休）、[快速202]は朝夕各1本（いずれも土日祝日運休）運行。

田園・松の本線
- [103] 田園・松の本右回り循環線
  - 遠賀川駅 → 中央公民館前 → ゆめタウン → 中央公民館前 → 今古賀 → 別府 → 千代丸口 → 白草沖 → 田園(4) → 田園(3) → 田園(2) → 田園(1) → 緑光苑 → 島門小学校 → 松の本 → ダイヤニュータウン → ゆめタウン → 中央公民館前 → 遠賀川駅
- [104] 田園・松の本左回り循環線
  - 遠賀川駅 → 中央公民館前 → ゆめタウン → ダイヤニュータウン → （この間[103]と逆順） → 今古賀 → 中央公民館前 → ゆめタウン → 新町 → 遠賀川駅
    - [103]は4本運行、朝の1本は上記経路ではなく役場前経由でゆめタウンは停車しない。[104]は3本運行。
    - 大半の便が虫生津・浅木線との直通。

虫生津・浅木線
- [203] 虫生津・浅木右回り循環線
  - 遠賀川駅 → 役場前 → 木守 → 健愛記念病院・いそべ病院前 → ふれあいの里 → 浅木 → 宮の前 → 虫生津 → 芙蓉 → 緑ヶ丘 → 芙蓉入口 → 新屋敷 → 大坪 → 登山道入口 → 若葉台 → 尾倉 → ふれあいの里 → 健愛記念病院・いそべ病院前 → 役場前 → 遠賀川駅
  - 【遠賀高校経由】遠賀川駅 → （この間上記と同一経路） → 登山道入口 → 遠賀高校 → 蓮角 → 役場前 → 遠賀川駅
- [204] 虫生津・浅木左回り循環線
  - 遠賀川駅 → 役場前 → 木守 → （この間[203]と逆順） → 木守 → 中央公民館前 → ゆめタウン → 新町 → 遠賀川駅
  - 【遠賀高校経由】遠賀川駅 → 蓮角 → 遠賀高校 → 登山道入口 → （この間[203]と逆順） → 木守 → 役場前  → 遠賀川駅
    - [203]は5本運行、夕方の2本が遠賀高校経由。[204]は3本運行、朝の1本が遠賀高校経由。
    - 大半の便が田園・松の本線との直通。

島津・尾崎線
- [301] 島津・尾崎右回り循環線、[302] 島津・尾崎左回り循環線
  - 遠賀川駅 - 中央公民館前 - ゆめタウン - ダイヤニュータウン - 松の本 - 島門小学校 - 尾崎 - 蟹喰 -  小鳥掛 - 鬼津西 - 鬼津公民館 - 鬼津東 - 若松公民館 - 若松中央 - 島津 - 丸山公園前 - 道官 - 松の本 - ダイヤニュータウン - 中央公民館前 - 遠賀川駅
    - [301]は上記の順で運行、1日2本。[302]は上記と逆順で運行、1日3本。
    - 全便が老良・広渡線との直通。

老良・広渡線
- [401] 老良・広渡右回り循環線、[402] 老良・広渡左回り循環線
  - 遠賀川駅 - 旧停 - 総合運動公園 - 老良公民館 - 牟田入口 - 浅木 - ふれあいの里 - 健愛記念病院・いそべ病院前 - 木守 - 中央公民館前 - ゆめタウン - ダイヤニュータウン - 松の本 - 重広 - 前田 - 広渡公民館前 - 新町 -  遠賀川駅
    - [401]は上記の順で運行、1日3本。[402]は上記と逆順で運行、1日2本。
    - 全便が島津・尾崎線との直通。

## 過去の路線

### 運行開始時の路線
運行開始当時の路線は、以下の通りであった。
通勤・通学線
- 遠賀川駅 - 役場前 - 中央公民館前 - ダイヤニュータウン - 松の本 - 島門小学校 - 田園入口 - 田園（1） - 田園（2） - 田園（3） - 田園（4） - 白草沖 - 高山入口 - 観音公園前 - 尾崎 - 蟹喰 - 小鳥掛 - 鬼津西 - 鬼津公民館 - 鬼津東 - 若松
  - 朝、夕とも同じ経路で運行していた。本数も全て若松までの4往復のみで、平日・土日祝で本数に差異はなかった。

虫生津線
- 遠賀川駅 - 役場前 - 木守 - 蓮角 - 一本松 - 高家 - 千代丸 - 遠賀高校 - 静光園 - 尾倉 - 若葉台 - 新屋敷 - 芙蓉入口 - 緑ヶ丘 - 芙蓉 - 虫生津 - ふれあいの里 - 木守 - 中央公民館前 - 新町 - 遠賀川駅
  - 当時は「虫生津・島津線」として島津線と一体で5便運行。逆まわり便は存在していなかった。

田園線
- 遠賀川駅 - 役場前 - 中央公民館前 - ダイヤニュータウン - 松の本 - 島門小学校 - 鬼津南 - 鬼津公民館 - 鬼津西 - 小鳥掛 - 蟹喰 - 尾崎 - 観音公園前 - 高山入口 - 白草沖 - 田園（4） - 田園（3） - 田園（2） - 田園（1） - 田園入口 - 緑光苑 - 高瀬 - 町民体育館前 - 別府 - 今古賀 - 中央公民館前 - ゆめタウン - 新町 - 遠賀川駅
  - 当時は「田園・老良線」として老良線と一体で5便運行。

島津線
- 遠賀川駅 - 旧停 - 総合運動公園 - 中央 - 中牟田 - 広渡 - 前田 - 道官 - 丸山公園前 - 島津 - 若松中央 - 若松公民館 - 鬼津東 - 鬼津四差路 - 鬼津南 - 松の本 - ダイヤニュータウン - 中央公民館前 - 役場前 - 遠賀川駅
  - 当時は「虫生津・島津線」として虫生津線と一体で5便運行。

老良線
- 遠賀川駅 - 旧停 - 総合運動公園 - 老良公民館 - 牟田入口 - 東和苑 - 浅木 - ふれあいの里 - 木守 - 中央公民館前 - ゆめタウン - 新町 - 遠賀川駅
  - 当時は「田園・老良線」として田園線と一体で5便運行。

### 2008年3月15日改正時の路線
以下は2008年3月15日改正時点での情報である。
通勤・通学線
- （朝）鬼津公民館 - 蟹喰 - 尾崎 - 田園（4） - 松の本 - 遠賀川駅
- （夕）遠賀川駅 - 松の本 - 田園（4） - 尾崎 - 蟹喰 - 鬼津公民館 - 松の本 - 遠賀川駅
  - （朝）の便は6 - 7時台に6便（日祝4便）運行（但し4便（日祝3便）は田園（4）始発）、（夕）の便は17 - 19時台に7便（日祝は最初の3便のみ）運行。

虫生津線
- 遠賀川駅 - （一本松） - 遠賀高校 - 若葉台 - 虫生津 - 遠賀川駅
  - 朝方は上記と同じ順路で3便、昼以降逆回り2便運行。朝の初便のみ遠賀高校直行。

田園線
- 遠賀川駅 - 松の本 - 鬼津公民館 - 蟹喰 - 尾崎 - 田園（4） - 緑光苑 - 別府 - ゆめタウン - 遠賀川駅
  - 上記と同じ順路のみ5便運行。

島津線
- 遠賀川駅 - 総合運動公園 - 道官 - 島津 - 若松公民館 - 松の本 - 遠賀川駅
  - 上記と同じ順路のみ5便運行。

老良線
- 遠賀川駅 - 広渡公民館前 - 老良公民館 - 浅木 - ゆめタウン - 遠賀川駅
  - 上記と同じ順路のみ5便運行。

### 2010年4月1日改正時の路線
虫生津線
- 緑ヶ丘 - 芙蓉 - 大坪 - 若葉台 - 尾倉 - ふれあいの里 - 木守 - 中央公民館前（遠賀川駅行き）／役場前（緑ヶ丘行き）-（ → ゆめタウン → ）- 遠賀川駅（ ← ゆめタウン）
  - 5往復運行。上り便と下り便とで遠賀川駅周辺の経路が異なる。

虫生津快速線
- 緑ヶ丘 - 芙蓉 - 大坪 - 尾倉 - ふれあいの里 - 木守 - 役場前 - 遠賀川駅（ ← ゆめタウン）
  - 朝に遠賀川駅行き、夕方に緑ヶ丘行きがそれぞれ2便（日祝1便）運行される。

田園快速線
- 田園（1） -（ → 田園（2） → 田園（3） → 田園（4） → ）- 白草沖 - 千代丸 - 別府 - 今古賀 - 役場前 - 遠賀川駅（ ← ゆめタウン）
  - 朝に遠賀川駅行き、夕方に田園（1）行きがそれぞれ4便（日祝2便）運行される。

田園線
- 鬼津東 - 鬼津公民館 - 鬼津西 - 小鳥掛 - 蟹喰 - 尾崎 - 田園入口 - 田園（1） - 田園（2） - 田園（3） - 田園（4） - 白草沖 - 千代丸 - 別府 - 今古賀 - 中央公民館前（遠賀川駅行き）／役場前（鬼津東行き）-（ → ゆめタウン → ）- 遠賀川駅（ ← ゆめタウン）
  - 6往復運行。虫生津線同様、上り便と下り便とで遠賀川駅周辺の経路が異なる。

島津線
- 島津 - 丸山公園前 - 道官 - 重広 - 緑光苑 - 島門小学校 - 松の本 - ゆめタウン西 - 中央公民館前 -（ → 役場前 → ）- 遠賀川駅
  - 3往復運行。

老良線
- 老良公民館 - 牟田入口 - 浅木 - ふれあいの里 - 木守 - 中央公民館前（遠賀川駅行き）／役場前（老良公民館行き）-（ → ゆめタウン → ）- 遠賀川駅（ ← ゆめタウン）
  - 3往復運行。虫生津線・田園線同様、上り便と下り便とで遠賀川駅周辺の経路が異なる。

遠賀高校線
- 遠賀高校 - 遠賀川駅
  - 1往復のみ。朝に遠賀高校行き、夕方に遠賀川駅行きが運行される。

## 車両
小型ノンステップバスが使用されている。車体塗装は福岡県立遠賀高校の生徒のデザインによる、青色地に「ONGA」の文字が入ったカラーリングである。
2005年運行開始時には三菱ふそう・エアロミディME2台を導入。2009年に日野・ポンチョ (2代目・HX系)1台を追加導入した。
2020年と2021年にポンチョを1台ずつ導入し、エアロミディを代替した。